# Scyllarides herklotsii
Scyllarides herklotsii är en kräftdjursart som först beskrevs av Geoffrey Alton Craig Herklots 1851.  Scyllarides herklotsii ingår i släktet Scyllarides och familjen Scyllaridae. IUCN kategoriserar arten globalt som otillräckligt studerad. Inga underarter finns listade i Catalogue of Life.